# George Platt Lynes
George Platt Lynes (East Orange, Nueva Jersey, 15 de abril de 1907 - Nueva York, 6 de diciembre de 1955) fue un fotógrafo estadounidense, famoso por sus trabajos de moda y publicidad y por sus fotografías de desnudos masculinos. 

## Infancia y juventud
Hijo de Russell Lynes y de su mujer, Adelaide Sparkman, pasó su infancia en Nueva Jersey, aunque asistió a clase a la Berkshire School de Massachusetts. Su hermano menor, Russell Lynes también fue un conocido historiador del arte, fotógrafo y editor de Harper's Magazine. En 1925 se trasladó a París con el propósito de mejorar su preparación antes de ir a la universidad. En Francia hizo amistad con un grupo de personas que le cambiarían la vida: Gertrude Stein, Glenway Wescott, Monroe Wheeler y otros más serán determinantes para el joven artista.
Regresó en 1927 a los Estados Unidos con la intención de hacer carrera literaria y de abrir una librería en Englewood (Nueva Jersey). Se interesó por la fotografía, no con la idea de dedicarse profesionalmente a ella, sino simplemente para retratar a sus amigos escritores y exhibir sus fotos en la librería.

## Carrera fotográfica

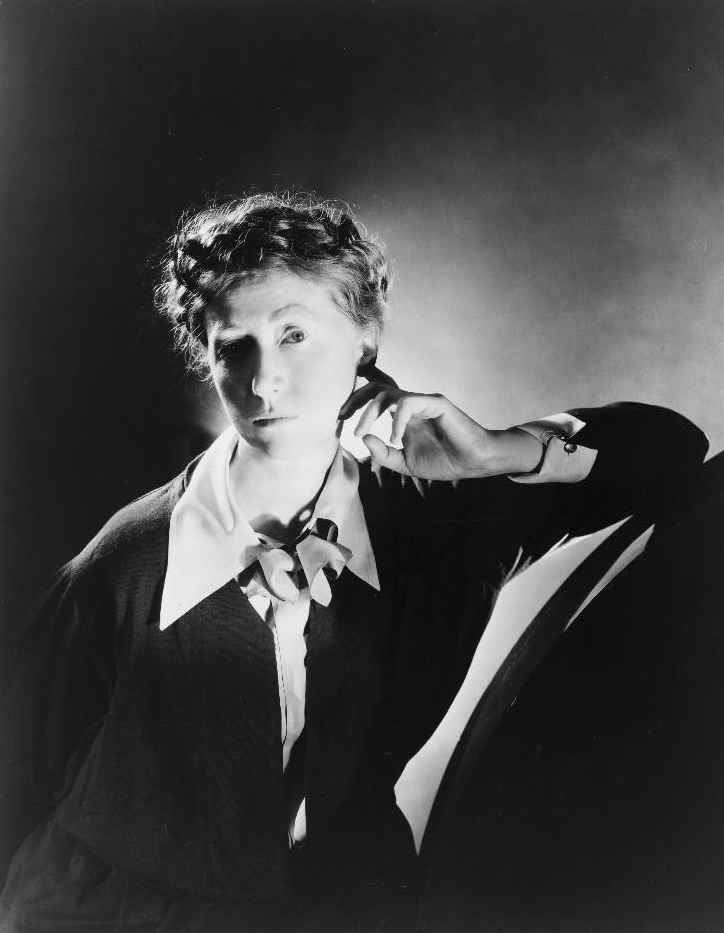
Fotografía de la poeta y escritora estadounidense Marianne Moore, obra de George Platt Lynes

En 1928 regresó a Europa y estuvo viajando por el continente durante varios años, siempre con su cámara fotográfica a mano. Hizo gran amistad con numerosos artistas, entre otros con Jean Cocteau, también con el crítico de arte Julien Levy, quien le propuso organizar una exposición de sus fotografías en su galería de Nueva York. 
Pronto recibió encargos de revistas como Harper's Bazaar, Town & Country y Vogue. Realizó una portada con la fotografía de la modelo Lisa Fonssagrives. 
En 1935 fotografió a los bailarines del recién fundado Ballet Americano. 
Continuó realizando fotografías publicitarias para clientes tan importantes como Bergdorf Goodman o Saks Fifth Avenue. En las décadas de 1930 y 1940, además, se interesó por recrear escenas inspiradas en la mitología de la Antigua Grecia.
Jonathan Tichenor, asistente de fotografía de Lynes, tuvo un romance con Bridget Bate Chisholm, amiga y modelo ocasional de Lynes. Bridget era pintora y colaboraba con la revista Vogue. Tichenor y ella coincidieron en 1943, en una fiesta en el apartamento de Lynes en la Park Avenue de Nueva York. Bridget Bate Chisholm, que estaba casada, se divorció de su marido y contrajo matrimonio con el asistente de Lynes, tomando el apellido Tichenor, con el que hoy es conocida.
En 1946, desilusionado con la vida neoyorquina, decide trasladarse a Hollywood, donde fue jefe de fotografía de los estudios Vogue. Fotografió a actores, como Katharine Hepburn, Rosalind Russell, Gloria Swanson y Orson Welles, a los escritores Aldous Huxley y Thomas Mann y al compositor Ígor Stravinski, entre otros grandes artistas. Sin embargo, su éxito artístico no se correspondió con el económico.
Sus amigos le ayudaron a regresar a Nueva York en 1948. Durante su ausencia, otros fotógrafos como Richard Avedon, Edgar de Evia o Irving Penn habían ocupado su lugar en el mundo de la moda. Esto, junto al desinterés de Lynes por la fotografía comercial, hizo que nunca volviera a tener el éxito de antaño.

## Fotografías homoeróticas
Su mayor interés fotográfico comenzaron a ser las imágenes homoeróticas. En la década de 1930 había comenzado a fotografiar hombres desnudos (incluido un joven Yul Brynner en 1942), pero nunca había enseñado esas imágenes fuera de su círculo íntimo. Debido a su audacia, muchas con poses sugerentes y sin ocultar los genitales, no se exhibieron públicamente hasta los años 90. Con ellas comenzó a colaborar con Alfred C. Kinsey y su Instituto de Bloomington (Indiana). La colección de desnudos masculinos del Instituto Kinsey sigue siendo hoy una de las mayores del mundo.
Lynes era homosexual y, entre otros, se le atribuyen relaciones con el bailarín William Weslow.

## Final de su vida

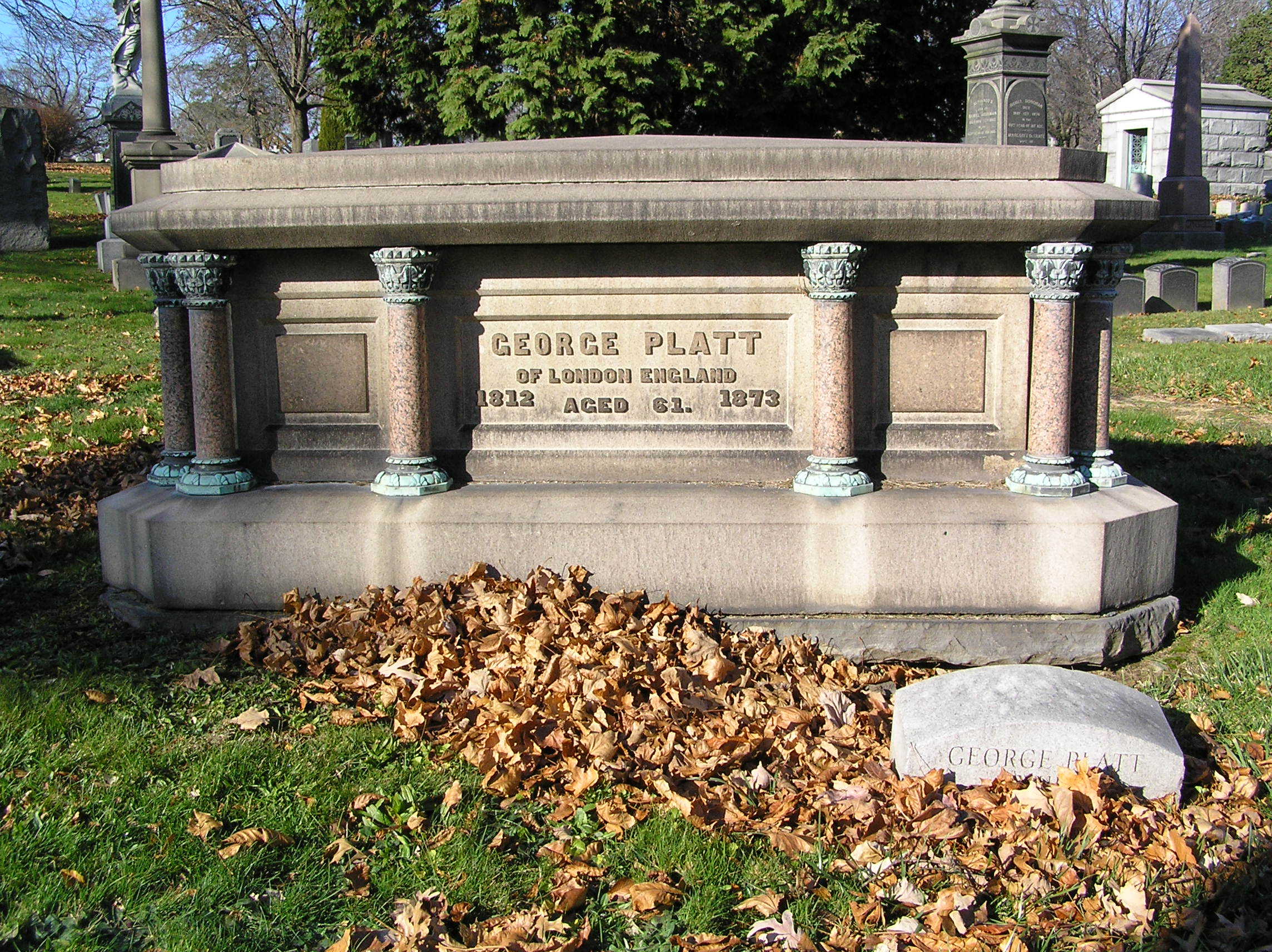
Lápida en recuerdo de George Platt Lynes al pie del panteón familiar, en el Cementerio de Woodlawn (Nueva York).

Sus problemas económicos aumentaron y se declaró dos veces en bancarrota.
En mayo de 1955 le diagnosticaron una enfermedad terminal y cerró su estudio. Destruyó en sus archivos muchas fotos y sus negativos, especialmente los de hombres desnudos. Tras un viaje por Europa, Lynes regresó a Nueva York, donde murió.
Está enterrado en el Cementerio de Woodlawn, en el Bronx neoyorquino.